# Карл Ебергард Шенгарт
Карл Георг Ебергард Шенгарт (нім. Karl Georg Eberhard Schöngarth; 22 квітня 1903, Лейпциг — 15 травня 1946, Гамельн) — німецький офіцер, один з керівників СД і поліції безпеки, доктор права (червень 1929), бригадефюрер СС і генерал-майор поліції.

## Біографія
Син десятника. Учасник Каппського заколоту. 1922 року вступив в НСДАП і СА, але в тому ж році вийшов з партії. 1924 року вступив на службу в рейхсвер. Потім здобув юридичну освіту, працював професором в Лейбніцькому університеті. З червня 1932 року — помічник судді. 1 березня 1933 року вступив в СС (посвідчення №67 174), а 1 травня 1933 року — вдруге в НСДАП (квиток №2 848 857). З листопада 1933 року — співробітник пошт-дирекції в Ерфурті. 10 листопада 1935 року розпочав працювати у пресслужбі гестапо (Берлін). Пізніше очолив реферат з питань церкви. У травні 1936 року призначений начальником гестапо в Амсбергу, в 1937-38 роках — в Білефельді. В січні 1941 року призначений командувачем поліції безпеки і СД в генерал-губернаторстві (зі штаб-квартирою в Кракові). Один з головних організаторів нацистського терору на окупованій території Польщі, розгорнув масові арешти польської інтелігенції, євреїв тощо. Одночасно з 3 липня по 11 серпня 1941 року командував айнзацгрупою особливого призначення, яка розгорнула нацистський терор в Галичині. Учасник Ванзейської конференції. У липні 1943 року переведений в 4-ту поліційну моторизовану дивізію СС, дислоковану в Греції. У липні 1944 року призначений командувачем поліцією безпеки і СД в Нідерландах. У березні 1945 року після замаху на Ганса Раутера віддав наказ розстріляти 250 заручників. Після поразки Німеччини заарештований британськими військами. У лютому 1946 року засуджений Британським військовим трибуналом в Вестерланді до страти. Повішений.

## Звання
- Унтерштурмфюрер СС (9 листопада 1936)
- Оберштурмфюрер СС (30 січня 1938)
- Гауптштурмфюрер СС (20 квітня 1938)
- Штурмбаннфюрер СС (1 серпня 1938)
- Оберштурмбаннфюрер СС (10 вересня 1939)
- Штандартенфюрер СС (1 січня 1940)
- Оберфюрер СС (30 січня 1941)
- Бригадефюрер СС і генерал-майор поліції (30 січня 1943)
- Оберштурмфюрер резерву військ СС (29 вересня 1943)

## Нагороди
- Німецька імперська відзнака за фізичну підготовку в сріблі
- Почесна шпага рейхсфюрера СС
- Кільце «Мертва голова»
- Хрест Воєнних заслуг 2-го і 1-го класу з мечами